# Більтин (префектура)

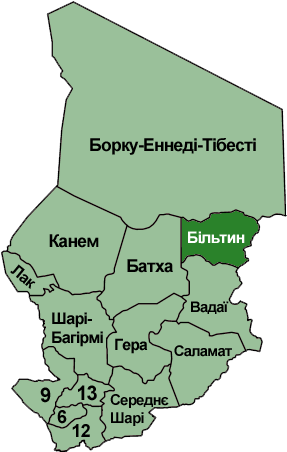
Більтин серед префектур Чаду.

Більтин (фр. Biltine, араб. بلتين трансліт. Biltīn ) — одна з 14 префектур, на які розподілявся Чад в 1960–2000 роках. У 2002 році префектури були замінені на 18 регіонів, але новий регіон Ваді-Фіра був створений цілком в межах колишньої префектури. Більтин розташований на сході середньої частини країни; на сході префектура межувала з Суданом, на півночі — з префектурою Борку-Еннеді-Тібесті, на заході — з префектурою Батха, на півдні — з префектурою Вадаї. Площа Більтину 46 850 км², населення станом на 1993 рік — 184 807 осіб. Столиця — місто Більтин.
Населення Більтина складалося переважно з чадських арабів і народу маба. Амганг, мову невеликої етнічної групи, що живе переважно в Більтині, іноді також називають більтин.